# マブラヴ オルタネイティヴ ストライク・フロンティア
『マブラヴ オルタネイティヴ ストライク・フロンティア』（MUV-LUV ALTERNATIVE STRIKE FRONTIER）は、DMM.comより配信されていたマブラヴシリーズのブラウザゲーム。2016年9月20日サービス開始。2018年1月29日よりスマートフォン版の配信も開始された。基本プレイ無料（アイテム課金制）。ブラウザ版は一般版とR18版（マブラヴ オルタネイティヴ ストライク・フロンティアR）に分けて配信されていた。
2018年7月5日をもってサービスを終了。

## ストーリー
2016年某日。横浜市に住む主人公（名前はアカウントに紐づけされたプレイヤー名）は、長期バカンスで不在の両親に代わり、幼馴染の白河美乃莉に食事を作りに来てもらう毎日を過ごしていた。ところが、街に買い物に行く約束をしていたある日、2人の目の前に広がっていたのは一面の廃墟だった。これは夢だと言い聞かせながら街の探索に出た2人は、白陵大学付属柊学園があった場所にある「国連太平洋方面第11軍横浜基地」にたどり着くが、不審者として連行されてしまう。
基地副指令の科学者、香月夕呼から、ここがBETAという異星起源種と30年近く戦っている2001年の世界であることを知らされる。夕呼は、主人公と美乃莉を207C分隊の訓練兵として配属するとともに、2人が元の世界から持ってきていたスマートフォンを解析して訓練用シミュレーターを作成した。やがて主人公と美乃莉の同級生たちも2016年の世界から転移してきて仲間に加わり、彼らは国連軍の兵士として戦いながら、元の世界への帰還を目指すことになるのであった。

## ゲーム概要
このゲーム自体が、主人公と白河美乃莉のために香月夕呼が作成したシミュレーターソフトという設定になっており、「マブラヴ オルタネイティヴ」シリーズに登場する歴代キャラクターと、人型ロボット兵器「戦術機」を収集し、これらを組み合わせて最大5人（指揮官1人+戦術機4機）の部隊を編成、ステージごとの目標を果たす。衛士（戦術機のパイロット）と機体の組み合わせは必ずしも原典作品に則った組み合わせにしなくとも良く、自分だけの組み合わせで戦うことができる。
戦闘画面での操作方法は半自動タイプのアクションゲームになっており、プレイヤーはマウスクリックで戦術機を移動させたい場所を指定する。その後、戦術機がそこに向けて歩行していき、射程に入った時点で装備に応じた攻撃を行い、射程内の目標を全て撃破すると次の指示を待ちその場で待機する。スキルゲージが満タンになったときは衛士や指揮官に個別に設定されたスキルを発動し、戦闘を有利に進めることができる。画面右上の「AUTO」ボタンをクリックすると、スキル発動とメンバー交代以外の全ての動作が自動で進行する。また、出撃時には他のプレイヤーの部隊のリーダー機を友軍機として同行させることができる。
クエストをプレイする際にはスタミナ（レベルアップにより上限値は増える）を消費するが、消費アイテムの1つ「G原石」を使用することで回復することもでき、2017年には別の回復アイテムが実装されている。

## 戦術機と属性
戦術機と敵ユニットにはそれぞれ、スピード・パワー・テクニックの3つの属性が割り当てられている。
- スピードタイプはパワータイプに強い
- パワータイプはテクニックタイプに強い
- テクニックタイプはスピードタイプに強い

上記のように3すくみの関係があるため、それを考慮したユニット編成が重要となる。また、戦術機の装備別に以下のタイプが設定されており、それぞれ射程や特性が異なる。
ソード
剣を装備しているタイプ。敵機に肉薄しての近接攻撃を行うタイプで、歩行速度が速く攻撃力に秀でる。
ガード
剣と盾を装備しているタイプ。ソードタイプより攻撃速度と歩行速度は劣るがヒットポイントと防御力に優れ、光線級BETAのレーザー攻撃の威力を大きく減衰できる。
マシンガン
両手にマシンガンを装備し、自機直前の扇型の範囲にいる敵すべてに攻撃を行う。
ライフル
自機の前方、直線上の範囲にいる敵1体を狙撃して大ダメージを与える。
ミサイル
遠距離からミサイル攻撃を行い、着弾範囲にいる敵全てにダメージを与えることができる。

## 基地
ゴールド（ゲーム内通貨）を消費することで、基地の5つの施設をアップグレードできる。基地のレベルが高いほど、「基地効果」によって戦術機のパラメータが上方修正される。
司令部
他の施設のレベルアップ上限をアップさせる。
訓練所
スキル発動に必要なコストを低減する。
格納庫
戦術機の防御力をアップさせる。
兵器研究所
戦術機の攻撃力をアップさせる。
金庫
時間経過でゴールドを生産する施設。レベルが高いほど貯蔵できる上限額がアップする。

## ガチャ
それぞれに応じたポイントを消費し、抽選で戦術機とキャラクターを得る。レアリティは低い順からN、HN、R、HR、SR、SSRに分けられる。
ノーマルガチャ
ガチャポイント（無料の消費アイテム）を1回につき200消費して挑戦する。2000Pを一気に消費して10連ガチャに挑戦することもできる。レアリティの上限はSRまで。
レアガチャ
G原石（課金、またはシナリオクリアなどの報酬で入手する消費アイテム）を1回につき5個消費して挑戦する。50個を一気に消費することで11連ガチャに挑戦することもできる。
プレミアムガチャ
ゲームポイント（課金してチャージする）を消費して挑戦する。時期により特別なキャンペーンが行われる場合もある。2017年現在はDMMポイントのままでも購入可能。

## 登場キャラクター
ゲームオリジナルのキャラクターに加え、下記の作品からキャラクターが登場する。
- マブラヴ オルタネイティヴ
- マブラヴ オルタネイティヴ トータル・イクリプス
- シュヴァルツェスマーケン
- マブラヴ アンリミテッド ザ・デイアフター ※アップデート追加参戦
- 進撃の巨人 ※Google Play配信版 期間2018年2月8日～26日限定コラボ参戦（アカウント連携により他でも使用可）

### ゲームオリジナルの主人公・ヒロイン
主人公
本作の主人公で、プレイヤーの分身。名前はアカウントに紐づけされたプレイヤー名となる。
美乃莉とは幼馴染であるが、美乃莉の好意にまったく気づいておらず、周りからは常に飽きられている。207C分隊の分隊長。
各ヒロインの個別シナリオを開放していけば最終的に白銀武の様に後述のヒロイン全員に好意を寄せられることになっていく。
白川美乃莉（しらかわ みのり）
主人公の幼馴染で、彼の両親の代わりに世話を任されるなど信頼されている。学校の部活には所属していないが弓道場に通っており、現在は二段の腕前を持つ。弓道場の師範である珠瀬壬姫に憧れている。猫好きでもあるため、「この世界」の珠瀬壬姫に特に懐いている。
自分が男子に人気があることを自覚しておらず、さらに主人公以外の男子と話をしないため、周囲にはツンデレだと思われておりさらに人気に拍車をかけている。
密かに主人公に思いを寄せているが全く気づかれていない。
専用機はライフル装備の桃色に塗装された97式戦術歩行練習機「吹雪」。
大沢琳華（おおさわ りんか）
主人公や他のヒロインの同級生で、特に大空寺いよとは幼馴染。両親が御剣財閥の外食産業部門の職員であるため、一家で御剣財閥を崇拝しており、琳華も御剣冥夜の熱烈なファンである。大空寺家は御剣財閥のライバルであるがいよとの仲はそれなりに良好で、彼女に対しては思ったことをそのまま言うなど「仲良く喧嘩する」間柄である。
優しい性格ではあるが時折毒舌が飛び出すこともあり、特にいよ相手のときは容赦がない。
専用機は長刀装備の紫色に塗装された「吹雪」と信奉する冥夜をイメージした青い外装と白い内装を組み合わせた「武御雷」。
大空寺いよ（だいくうじ いよ）
主人公や他のヒロインの同級生。大空寺財閥の縁者であり、尊敬する大空寺あゆによって「いよ」と名付けられた。この名前を付けられた詳細な理由は不明だが、あゆの名前を1文字ずつずらしただけの適当な名前なのではないかとも言われている。しかし、本人は特に気にせずにこの名前を大いに気に入っている。
あゆを尊敬するあまり、髪型から立ち居振る舞い、言葉遣いまで全てを真似しているため、傍目には常に怒っているかのように見える。
専用機は盾と刀を装備して金色に塗装された「吹雪」とマシンガン装備の「タイフーン」。
鬼灯あかる（ほおずき あかる）
主人公や他のヒロインの同級生。単位を落とさない程度にしか学校に来ず、あとは半分引きこもりのゲーマーであるが、成績はいい。
自分がプレイしているオンラインゲームで神と崇めるプレイヤー「KEI」と彩峰慧の言葉遣いが同じであることから、並行同一体と思い至り彼女をリスペクトし始める。当人曰く「同性愛」ではない。
ゲーム中の寝落ちに備えて、帽子型の枕を常にかぶっている。
専用機はマシンガン装備のダークブルーに塗装された「吹雪」と長刀装備の森林迷彩仕様「ラプター」。
高森ミサキ（たかもり みさき）
主人公や他のヒロインの同級生。周囲をまとめ上げるのが得意で、運動会や文化祭ではクラスを勝利に導いている。
中学時代には色々やらかしており、そのたびに担任の榊千鶴に怒られていたため、「この世界」でも彼女に頭が上がらない。
専用機はミサイル装備のオレンジに塗装された「吹雪」と同仕様の「海神高機動試作機」。
片桐由奈（かたぎり ゆな）
17章から登場した新ヒロイン。12.5事件の後にこの世界に転移してきた。
白陵大付属柊学園の学生であり、副学園長となっている「元の世界」の香月夕呼の協力を経て、自ら喫茶店を開店した初日に転移してしまった。
幼少期の経験から犬並みの嗅覚を持ち、相手の感情の機敏さえ嗅ぎ分けることができる。心を安らげることで鈍らせることができ、父親が経営していた喫茶店のコーヒーの匂いを嗅ぐことで心を安らげることができる。しかし、苦味が大の苦手なので飲むことができず、吐き出してしまう。
この世界では本物のコーヒーが希少であるため、合成食品を本物のコーヒーに近づけるため、日夜研究を繰り返している。
主人公たちと異なり、2016年ではなく、2014年の世界から来ている。
搭乗機はライフル装備の「陽炎」。
キャロライン・シールズ
主人公たちの学園に約半年間在籍していたアメリカからの交換留学生。19章から登場。ニックネームはキャリー。
美乃莉と打ち解け、彼女の主人公への想いに気付くが、主人公の鈍感さに怒り、彼を敵視していた。
幼少期に結婚の約束をした相手がおり、その相手を探していたが、帰国後にその相手が母の指摘で主人公であることがわかり、再会後は彼に積極的にアピールしてくる。
実は日本人であり、本名は鎧衣美歌（よろい みか）。本人曰く、母親がスパイで色々やばくなったため、名前や国籍などを変えたとのこと。
夏に帰国した後に「この世界」に転移し、その後は此方での母親のツテで米軍に保護され衛士をしていた。その経緯から合流時は既に訓練課程を終えており、戦闘力は小隊随一。これまでの転移者と207B分隊隊員の関係性と同姓であることから美琴との接点を仲間から推察されているが、当人は「名前も訊いたことがない相手」で結局サービス終了まで謎に終わる。
専用機は長刀を装備して星条旗に塗装された「陽炎」とマシンガン装備の「吹雪」。C分隊で唯一の有人仕様。
小峰楓（こみねかえで）
20歳。基地の広報の一人。
他のヒロインらと異なり「この世界」の住民だが、物語開始以前より「「元の世界」で生きる楓と入れ替わる」という特異な体験をしており、下町工業から夕呼によって横浜基地勤務となる。主人公らが「この世界」に現れてから呼応する様に「入れ替わり」現象が顕著になっていったことでC分隊に加わる。「元の世界」の彼女は白陵大学に通う女子大生でお嬢様を思わせる気品に大人しい性格らしい。また、入れ替わっていた間も異世界に迷い込む異常事態にもかかわらず順応していた模様。戦闘中に「入れ替わり」が起きれば例え僅かな間でも致命的なために衛士の道を断念し、CPを担当する。
元々軍属でなかったからか普段はのんびりした態度を崩さないが時たま主人公を年上の女性らしくリードする二面性を持つ。
結城優子（ゆうき　ゆうこ）
超天才的頭脳と抜群の運動神経を併せ持つ天才児で香月夕呼が保護者。夕呼を「お母様」と呼び慕う。
他のヒロインと異なり「この世界」の住民。夕呼に似て現実主義だが年相応でどちらかと言えば我儘で傍若無人な面が強く、それに加えて横浜基地の警備兵を軽くあしらう程に運動神経も非常に高い夕呼のお気に入りであり、お目付け役のピアティフを始め周囲には頭痛の種となっている。
幼いながら専用機としてマシンガンと電子戦装備を搭載し、背部に瞳のイラストを描き紫色に塗装された有人仕様の「A-10 サンダーボルトⅡ」を与えられており、自ら最前線を支えるなど操縦技術も抜群。訓練機として搭乗していた同仕様の「吹雪」も存在する。